# Raúl Albiol

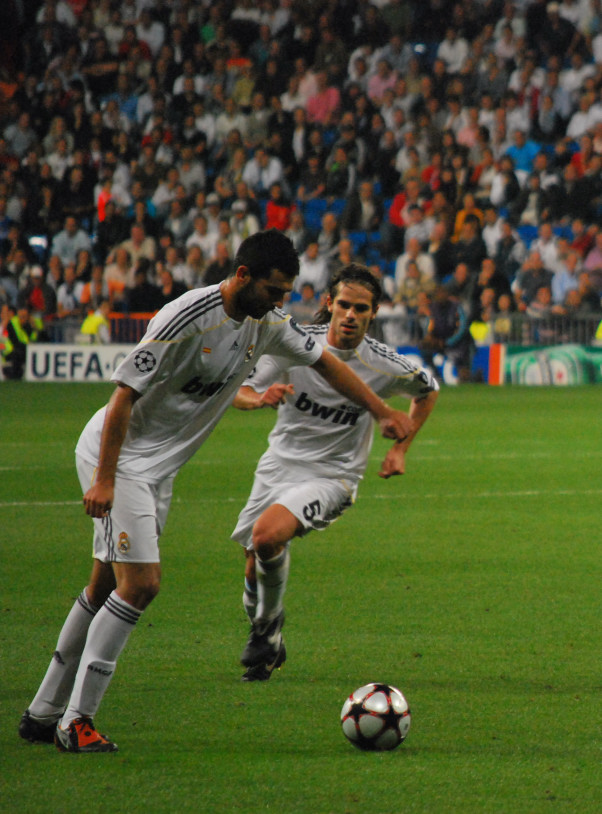
Raúl Albiol y a su lado Fernando Gago en el Real Madrid.

Raúl Albiol Tortajada (Villamarchante, Valencia, 4 de septiembre de 1985) es un futbolista español que juega como defensa. Fue internacional absoluto con la selección española, consiguiendo el «Triplete» Eurocopa 2008-Mundial 2010-Eurocopa 2012. En 2011 fue galardonado con la Medalla de Oro de la Real Orden del Mérito Deportivo, máxima distinción individual del deporte otorgada en España.
Su hermano es Miguel Albiol Tortajada, exfutbolista que jugaba en el Real Murcia C. F., y su tío es José Luis Albiol Balaguer, exjugador y exentrenador.

## Trayectoria

### Inicios
Su tío es José Luis Albiol Balaguer y su hermano Miguel Albiol que, como él, también fueron futbolistas profesionales del Valencia C. F. entre otros clubes. Se formó en las categorías inferiores del Ribarroja C. F., hasta que fue fichado por el Valencia para su fútbol base. Debutó con el primer equipo el 24 de septiembre de 2003 con dieciocho años recién cumplidos en una eliminatoria de la Copa de la UEFA ante el AIK Solna, temporada en la cual el Valencia resultó campeón del torneo. No obstante, siguió formando parte de la plantilla del C. D. Mestalla, filial del Valencia.

### Getafe C. F.
Para adquirir experiencia en primera división fue cedido al Getafe C. F. en la temporada 2004/05. El 2 de agosto del 2004, durante el viaje a la localidad madrileña sufrió un accidente de circulación, por el que tuvo que ser intervenido tras serle diagnosticados politraumatismos dorsal y lumbar, y un derrame interno que obligó a la extirpación del bazo. Además, estuvo durante un tiempo en coma. No obstante, la cesión se firmó y aunque se llegó a temer por su carrera profesional debutó en la liga cuatro meses después del accidente.
Esto fue debido a que su entrenador, Quique Sánchez Flores, siempre confió en él y, cuando fichó por el Valencia C. F., exigió el retorno de Albiol a su club de origen.

### Valencia C. F.
Los inicios de Albiol en el Valencia C. F. fueron duros ya que su posición natural en el equipo ché la ocupaban dos jugadores de la calidad de David Albelda y Rubén Baraja. Debido a esto fue alineado como lateral derecho. Aunque cumplía correctamente su misión se le notaba extraño en su nueva posición así que Quique Sánchez Flores le reubicó como central.
El 25 de abril de 2006 anunciaba su renovación con el Valencia hasta el 2011. El Real Madrid C. F. estuvo muy interesado en hacerse con sus servicios pero el jugador prefirió renovar por el Valencia a pesar de que la oferta merengue era muy superior. Poseía una cláusula de recisión de 60 millones de euros. En la temporada 2006-07 alcanzó los cuartos de final de la Liga de Campeones disputando todos los minutos.

### Real Madrid C. F.
En junio de 2009 fichó por el Real Madrid C. F. en una operación cifrada en 15 millones de euros.
Debutó el 29 de agosto de 2009 ante el R. C. Deportivo de La Coruña. Los 15 millones de euros parecía amortizarlos en sus primeros encuentros dado el buen nivel demostrado. Aun así, paulatinamente fue descendiendo su protagonismo con la casaca merengue hasta el punto de ser suplente destacado desde que José Mourinho llegara a Madrid con Ricardo Carvalho bajo el brazo la temporada 2010-11.
La temporada 2011-12 Carvalho perdió su importancia en detrimento de Arbeloa, quien adquiría galones en el lateral derecho con el consiguiente desplazamiento de Sergio Ramos al centro de la defensa junto a Pepe. Este hecho —sumado a la llegada de Varane— hizo que Albiol quedase relegado al cuarto o quinto escalafón en la rotación de centrales.

### S. S. C. Napoli

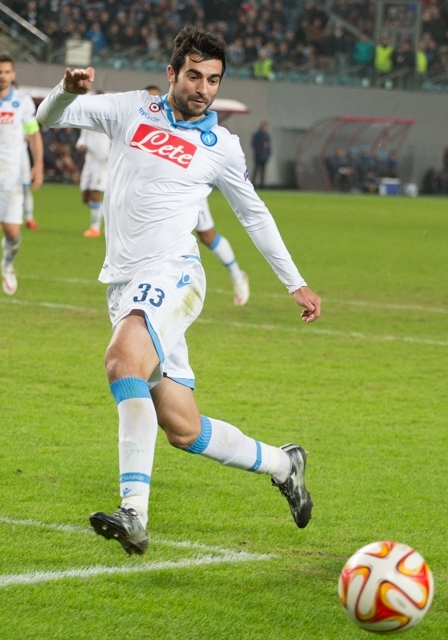
Albiol en el Napoli, marzo de 2015.

Su traspaso al S. S. C. Napoli italiano se hizo oficial el 21 de julio de 2013 por una cifra de 12 millones de euros, compartiendo así, vestuario con sus excompañeros del Real Madrid Callejón e Higuaín y con un compañero en la selección,  Reina. En el club azzurro se reunió también a su exentrenador del Valencia, Rafa Benítez. Debutó en la Serie A el 25 de agosto, en la fecha 1 de la temporada, contra el Bolonia (con el resultado de 3 a 0 favorable a los napolitanos). El 25 de enero de 2014 realizó su primer gol con la camiseta del Napoli, ante el Chievo Verona.
El 13 de mayo del mismo año logró la Copa Italia en la final contra la Fiorentina en el Estadio Olímpico de Roma. El 22 de diciembre siguiente ganó la Supercopa de Italia ante Juventus de Turín.

### Villarreal C. F.
Tras seis años en las filas del S. S. C. Napoli, el 4 de julio de 2019 se oficializó su fichaje por el Villarreal C. F. para las siguientes próximas temporadas.
El 27 de mayo de 2021 se alzó con la Liga Europa de la UEFA, primer título en la historia de la entidad, siendo un partícipe de ello en la final para alzar el trofeo, siendo determinante en defensa durante toda la competición. El 12 de noviembre de ese mismo año se anunció la renovación de su contrato hasta 2023.
El 10 de mayo de 2023 renovó hasta 2024. El siguiente 21 de agosto se convirtió en el jugador de campo más veterano de la historia de la entidad. Continuó en el club hasta la temporada 2024-25, marchándose después de seis campañas en las que jugó un total de 201 partidos.

## Selección nacional

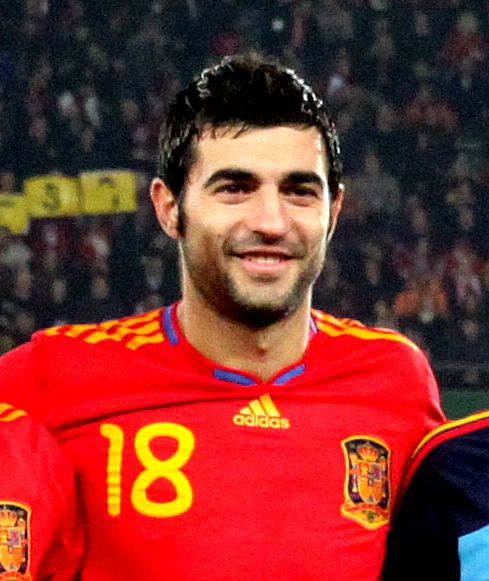
Albiol con la selección española.

Tras haber sido internacional sub-21, el 5 de octubre de 2007 fue llamado por primera vez para una convocatoria con la selección española para disputar un partido de la fase de clasificación de la Eurocopa 2008. Debutó el 13 de octubre de 2007 en el partido contra Dinamarca en Aarhus (Dinamarca), con resultado 1-3 a favor de los españoles.
El 14 de junio de 2008 debutó en una fase final de la Eurocopa al sustituir a Carles Puyol en el partido que España ganó a Suecia por un resultado de 2-1. Posteriormente jugaría de titular en el último encuentro de la fase de grupos ante Grecia, partido que concluiría con victoria española por dos tantos a uno. El 29 de junio de 2008 en el Estadio Ernst Happel de Viena, Albiol se proclamaría junto a sus compañeros de selección campeón de la Eurocopa 2008.
Fue convocado por Vicente del Bosque para disputar la Copa Mundial de Fútbol de 2010 de Sudáfrica. El 11 de julio de 2010 en el Estadio Soccer City de Johannesburgo se proclamó campeón del torneo con la selección de España.
Con la Eurocopa 2012 conseguida el 1 de julio de 2012 se proclamó por segunda vez campeón.
El 13 de mayo de 2014, Albiol fue incluido por Vicente del Bosque en la lista preliminar de 30 jugadores que disputarán la Copa Mundial de Fútbol de 2014 en Brasil. Fue ratificado en la nómina final de 23 el 31 de mayo, haciendo de este el segundo mundial que disputa. No fue convocado para la selección entre 2015 y 2018, situación que cambió con la llegada al banquillo español de Luis Enrique.

### Participaciones en Copas del Mundo
| Mundial                        | Sede         | Resultado        |
| ------------------------------ | ------------ | ---------------- |
| Mundial Sub-20 de 2005         | Países Bajos | Cuartos de final |
| Copa Mundial de Fútbol de 2010 | Sudáfrica    | Campeón          |
| Copa Mundial de Fútbol de 2014 | Brasil       | Primera fase     |

### Participaciones en Eurocopas
| Eurocopa      | Sede              | Resultado |
| ------------- | ----------------- | --------- |
| Eurocopa 2008 | Austria y Suiza   | Campeón   |
| Eurocopa 2012 | Polonia y Ucrania | Campeón   |

### Participaciones en Copa Confederaciones
| Confederaciones           | Sede      | Resultado    |
| ------------------------- | --------- | ------------ |
| Copa Confederaciones 2009 | Sudáfrica | Tercer lugar |
| Copa Confederaciones 2013 | Brasil    | Subcampeón   |

## Estadísticas

### Clubes
Actualizado al último partido disputado el 22 de diciembre de 2024.
| Club                        | Div.          | Temporada     | Liga  | Liga  | Copas nacionales | Copas nacionales | Copas internacionales | Copas internacionales | Total | Total |
| Club                        | Div.          | Temporada     | Part. | Goles | Part.            | Goles            | Part.                 | Goles                 | Part. | Goles |
| --------------------------- | ------------- | ------------- | ----- | ----- | ---------------- | ---------------- | --------------------- | --------------------- | ----- | ----- |
| Valencia C. F. "B" · España | 2.ª B         | 2003-04       | 35    | 2     | —                | —                | —                     | —                     | 35    | 2     |
| Valencia C. F. "B" · España | Total club    | Total club    | 35    | 2     | 0                | 0                | 0                     | 0                     | 35    | 2     |
| Valencia C. F. · España     | 1.ª           | 2003-04       | 0     | 0     | 0                | 0                | 2                     | 0                     | 2     | 0     |
| Getafe C. F. · España       | 1.ª           | 2004-05       | 17    | 1     | 2                | 0                | —                     | —                     | 19    | 1     |
| Getafe C. F. · España       | Total club    | Total club    | 17    | 1     | 2                | 0                | 0                     | 0                     | 19    | 1     |
| Valencia C. F. · España     | 1.ª           | 2005-06       | 29    | 1     | 4                | 0                | 3                     | 0                     | 36    | 1     |
| Valencia C. F. · España     | 1.ª           | 2006-07       | 36    | 1     | 4                | 2                | 12                    | 1                     | 52    | 4     |
| Valencia C. F. · España     | 1.ª           | 2007-08       | 32    | 1     | 6                | 0                | 7                     | 0                     | 45    | 1     |
| Valencia C. F. · España     | 1.ª           | 2008-09       | 34    | 2     | 4                | 0                | 6                     | 0                     | 44    | 2     |
| Valencia C. F. · España     | Total club    | Total club    | 131   | 5     | 18               | 2                | 30                    | 1                     | 179   | 8     |
| Real Madrid C. F. · España  | 1.ª           | 2009-10       | 33    | 0     | 2                | 0                | 8                     | 1                     | 43    | 1     |
| Real Madrid C. F. · España  | 1.ª           | 2010-11       | 20    | 0     | 6                | 0                | 6                     | 0                     | 32    | 0     |
| Real Madrid C. F. · España  | 1.ª           | 2011-12       | 10    | 0     | 2                | 0                | 5                     | 0                     | 17    | 0     |
| Real Madrid C. F. · España  | 1.ª           | 2012-13       | 18    | 1     | 6                | 0                | 2                     | 0                     | 26    | 1     |
| Real Madrid C. F. · España  | Total club    | Total club    | 81    | 1     | 16               | 0                | 21                    | 1                     | 118   | 2     |
| S. S. C. Napoli · Italia    | 1.ª           | 2013-14       | 32    | 1     | 5                | 0                | 9                     | 0                     | 46    | 1     |
| S. S. C. Napoli · Italia    | 1.ª           | 2014-15       | 35    | 0     | 4                | 0                | 12                    | 0                     | 51    | 0     |
| S. S. C. Napoli · Italia    | 1.ª           | 2015-16       | 36    | 1     | 0                | 0                | 3                     | 0                     | 39    | 1     |
| S. S. C. Napoli · Italia    | 1.ª           | 2016-17       | 26    | 0     | 3                | 0                | 6                     | 0                     | 35    | 0     |
| S. S. C. Napoli · Italia    | 1.ª           | 2017-18       | 31    | 3     | 0                | 0                | 8                     | 0                     | 39    | 3     |
| S. S. C. Napoli · Italia    | 1.ª           | 2018-19       | 20    | 1     | 0                | 0                | 6                     | 0                     | 26    | 1     |
| S. S. C. Napoli · Italia    | Total club    | Total club    | 180   | 6     | 12               | 0                | 44                    | 0                     | 236   | 6     |
| Villarreal C. F. · España   | 1.ª           | 2019-20       | 36    | 1     | 2                | 0                | —                     | —                     | 38    | 1     |
| Villarreal C. F. · España   | 1.ª           | 2020-21       | 35    | 0     | 1                | 0                | 11                    | 2                     | 47    | 2     |
| Villarreal C. F. · España   | 1.ª           | 2021-22       | 28    | 0     | 2                | 1                | 13                    | 0                     | 43    | 1     |
| Villarreal C. F. · España   | 1.ª           | 2022-23       | 25    | 0     | 1                | 0                | 1                     | 0                     | 27    | 0     |
| Villarreal C. F. · España   | 1.ª           | 2023-24       | 26    | 0     | 1                | 0                | 3                     | 0                     | 30    | 0     |
| Villarreal C. F. · España   | 1.ª           | 2024-25       | 15    | 0     | 1                | 0                | —                     | —                     | 16    | 0     |
| Villarreal C. F. · España   | Total club    | Total club    | 165   | 1     | 8                | 1                | 28                    | 2                     | 201   | 4     |
| Total carrera               | Total carrera | Total carrera | 609   | 16    | 56               | 3                | 123                   | 4                     | 788   | 23    |
| 1. 2.                       |               |               |       |       |                  |                  |                       |                       |       |       |

## Palmarés

### Títulos nacionales
| Título              | Club              | País   | Año     |
| ------------------- | ----------------- | ------ | ------- |
| Copa del Rey        | Valencia C. F.    | España | 2007-08 |
| Copa del Rey        | Real Madrid C. F. | España | 2010-11 |
| Primera División    | Real Madrid C. F. | España | 2011-12 |
| Supercopa de España | Real Madrid C. F. | España | 2012    |
| Copa Italia         | S. S. C. Napoli   | Italia | 2013-14 |
| Supercopa de Italia | S. S. C. Napoli   | Italia | 2014    |

### Títulos internacionales
| Título                 | Club (*)         | Sede              | Año     |
| ---------------------- | ---------------- | ----------------- | ------- |
| Eurocopa sub-19        | España sub-19    | Suiza             | 2004    |
| Copa de la UEFA        | Valencia C. F.   | Gotemburgo        | 2003-04 |
| Eurocopa               | España           | Austria · Suiza   | 2008    |
| Copa del Mundo         | España           | Sudáfrica         | 2010    |
| Eurocopa               | España           | Polonia · Ucrania | 2012    |
| Liga Europa de la UEFA | Villarreal C. F. | Gdansk            | 2020-21 |

(*) Incluyendo la selección.

### Distinciones individuales
- Medalla de Oro de la Real Orden del Mérito Deportivo, otorgada por el Consejo Superior de Deportes (2011)[4]